# Альянс за демократическое обновление (Нигер)
Альянс за демократическое обновление (фр. Alliance pour le Renouveau Démocratique) — политическая партия в Нигере, основанная в 2010 году.

## История
Партия Альянс за демократическое обновление была создана в 2010 году в результате слияния партии Альянс нигерских патриотов с группой независимых парламентариев. Дата основания партии — 12 апреля 2010 года, учредительный съезд состоялся 7 и 8 августа 2010 года в Зиндере.
На всеобщих выборах 2011 года она выдвинула Усмана Иссуфу Убандаваки своим кандидатом в президенты, который занял седьмое место из десяти кандидатов с 2 % голосов. На парламентских выборах партия получила лишь 0,5 % голосов в Национальном собрании и ни одного места в Национальном собрании.
Партия выдвинула Лауана Магажи своим кандидатом в президенты на всеобщих выборах 2016 года, но он получил в 1-м туре лишь 0,96 % голосов, заняв 10-е место из 15 кандидатов. Однако партия получила два места в Национальном собрании после увеличения своей доли голосов до 1,5 %. Во 2-м туре голосования партия поддержала действующего президента Махамаду Иссуфу, победившего на выборах и в апреле 2016 года, назначившего Магажи в правительство министром по гуманитарным действиям и ликвидации последствий стихийных бедствий. На парламентских выборах 2020 года партия вновь получила 2 из 171 места в Национальном собрании.